# エドマンド・オブ・ウッドストック (初代ケント伯)

エドマンド・オブ・ウッドストックの紋章。ケイデンシーとして父エドワード1世の紋章に銀のボーデュアを加えている。

初代ケント伯エドマンド・オブ・ウッドストック（Edmund of Woodstock, 1st Earl of Kent, 1301年8月5日 - 1330年3月19日）は、イングランド王エドワード1世の6男。母は2番目の王妃マーガレット・オブ・フランスであり、エドワード2世の異母弟にあたる。サセックスのアランデル城に居を構えた。父エドワード1世はエドマンドにかなりの領地を与えるつもりであったが、1307年にエドワード1世が亡くなると、異母兄エドワード2世はピアーズ・ギャヴィストンを寵愛していたため父の意思を尊重することを拒否した。エドマンドは兄に忠誠を誓い、1321年にケント伯に叙せられた。エドマンドは外交官および軍司令官としてエドワード2世の政権で重要な役割を果たし、1321年から1322年にかけて反乱鎮圧に貢献した。
エドワード2世に対する不満は高まり、やがてエドマンドにも影響を及ぼした。この不満は主にエドワード2世が新しい寵臣である小ヒュー・ル・ディスペンサーとその父を寵愛したことに起因していた。1326年、エドマンドは王妃イザベラとロジャー・モーティマーが率いる反乱に参加し、エドワード2世は廃位された。しかしエドマンドは新政権とうまく折り合わず、1330年に新たな反乱を計画しているところを捕らえられ、処刑された。
新王エドワード3世が成人し、自ら政府を掌握すると、エドワード3世は叔父エドマンドに対する告訴を死後に無効にした。ケント伯の称号と領地は、エドマンドの息子エドマンドに引き継がれた。このエドマンドが1331年に亡くなると、弟のジョンがケント伯となった。エドマンドは正式に無罪となったが、その政治的行動が信用できなかったため、生前もその後もあまり評判が芳しくなかった。

## 家族と生い立ち
エドワード1世は最初の妃エリナー・オブ・カスティルとの間に多くの子をもうけたが、成人まで生き残ったのは後のエドワード2世（1284年生）の1人だけであった。エリナーの死後、エドワード1世はマーガレット・オブ・フランスと結婚し、成人まで生き残った2人の子供、トマス（1300年生）および、62歳のときに生まれたエドマンドをもうけた。エドマンドは1301年8月5日にオックスフォードシャーのウッドストックで生まれたため、エドマンド・オブ・ウッドストックと呼ばれた。エドマンドはイングランド王子であるとともに、母親を通じフランス王フィリップ3世の孫でもあった。1307年7月7日、エドマンドが6歳になる前にエドワード1世が亡くなり、エドマンドの異母兄のエドワードがエドワード2世として王位を継承した。
エドワード1世はエドマンドら兄弟とは同居していなかったが、王子たちの養育と幸福に多大な関心を抱いていた。エドワード1世は死去する前に、エドマンドにかなりの領地を与えることを約束していた。1306年8月、エドワード1世はエドマンドに年間7,000マルクの価値のある領地を与えることを約束する勅許状に署名し、1307年5月にはこれに1,000マルクが追加された。おそらくエドワード1世は、ノーフォーク伯位をトマスに与え、エドマンドにはエドワード1世の従兄弟であるエドマンドが1300年に子供を残さずに亡くなった後に空位となっていたコーンウォール伯位を与えるつもりであったとみられる。
しかし異母兄エドワード2世が王位に就くと、父の意に反して、寵臣ピアーズ・ギャヴィストンにコーンウォール伯位を与えた。年代記『エドワード2世伝』によれば、この行為は国王の弟たちに対する重大な侮辱であった。それでもエドワード2世は異母弟に収入を与える措置を講じ、1315年と1319年にエドマンドは年間2,000マルクの収入を確保した。1321年5月、エドマンドは戦略的に重要なグロスター城を受け取り、1321年7月28日にケント伯に任命されてからもさらなる補助金が与えられた。
エドワード2世とギャヴィストンの親密な関係は宮廷での争いの原因となり、1312年にギャヴィストンが反乱を起こした貴族らにより処刑されたことで、国は内戦の瀬戸際に立たされた。エドマンドは成人すると、兄を取り巻く重要な一員となった。1318年、対立する両派を和解させる試みとしてリーク条約が起草され、エドマンドは最初の公的な行為として、この条約に署名する証人の一人となった。
その後も、さらなる公職への任命が続いた。1320年春、エドマンドはアヴィニョンで教皇ヨハネス22世への使節団に参加した。その目的は、貴族らが王権に課した制限を取り決めた法令を遵守するという国王の誓約を免除することであった。その年の後半、エドマンドはアミアンで兄エドワード2世と合流した。そこではエドワード2世がフランス王に臣下の礼を取っていた。1320年10月、エドマンドは初めて議会に出席した。

## 内乱
1321年から1322年にかけて政治的対立が本格的な反乱へとエスカレートすると、エドマンドは反乱鎮圧に重要な役割を果たした。この反乱は、王の新しい寵臣である小ディスペンサーとその父大ディスペンサーに対する憤りから生じたものであった。王室執事バーソロミュー・バドルズミアが反乱側に寝返ると、エドワード2世は6月16日にバドルズミアの代わりに末弟エドマンドを五港長官に任命した。1321年7月の議会で、エドマンドはディスペンサー家の追放に同意して一時的に反乱側についたが、後にこれは強制されたものであったと主張し、11月に追放を取り消す評議会に参加した。
10月、エドマンドは再びバドルズミアに対する動きに対応し、バドルズミアが保持していたケントのリーズ城の包囲に参加した。バドルズミアが降伏を余儀なくされた後、敵対関係はロジャー・モーティマーらが公然と反乱を起こしていたウェールズ辺境地方に移った。国王軍と対峙したモーティマーは戦うことなく降伏し、注目は反乱軍のリーダーであるランカスター伯トマスに向けられた。辺境地方作戦に参加していたエドマンドは、今度はサリー伯とともにランカスター伯のポンテフラクト城を占領するよう命じられた。1322年3月17日、ランカスター伯はバラブリッジの戦いで敗れた後捕らえられ、ポンテフラクトに連行された。ここでエドマンドは陪審員としてランカスター伯に対し反逆罪で死刑を宣告した。
ランカスターが敗れた後も、反乱軍との戦いは終わっていなかった。エドマンドは1323年1月にモーリス・ド・バークレーからウォリングフォード城を奪取する任務を負い、この任務を成功させた。エドマンドはその忠誠心に対して、ウェールズにかなりの領地を報酬として与えられたが、そのほとんどはロジャー・モーティマーから没収した土地であった。しかし、戦利品の大部分はディスペンサー家の手に渡り、二人とも反乱軍の没収から大きな利益を得た。1326年までに、ディスペンサー父子はそれぞれ3,800ポンドと7,000ポンドの収入を得ていたが、エドマンドの年間収入はわずか2,355マルク（1,570ポンド）であった。

## スコットランドおよびフランスとの関係
国内の反対勢力がほぼ無力化されたため、エドワード2世はスコットランドに目を向けた。8月に大規模な作戦が組織されたが、1322年10月14日のオールド・バイランドの戦いで、イングランド軍はロバート・ザ・ブルース率いるスコットランド軍に敗走させられ、作戦は完全に失敗に終わった。エドワード2世自身は捕らわれるのを避けるために戦場から逃げなければならず、エドマンドは国王軍がヨークに撤退する際にエドワード2世と同行した。エドワード2世がスコットランド情勢に対処できないことは明らかであった。ボローブリッジでランカスターを破り、この功績によりカーライル伯に叙せられ、スコットランド国境の守備官に任命されたアンドリュー・ハークレーは、1323年1月にエドワード2世の認可なしにスコットランド人との和平条約に署名した。エドワード2世はこれを知ると、ハークレーの逮捕を命じた。エドマンドはハークレーに判決を下した裁判官の一人で、ハークレーは反逆罪で絞首刑、内臓抉り、四つ裂きの刑に処された。ハークレーがいなくなった後、エドマンドは北の国境の防衛の責任を負ったが、状況は依然として維持できないものであった。1323年5月30日、エドマンドは評議会に参加し、評議会はスコットランドとの13年間の休戦に合意した。
一方、イングランド王のフランス領はフランス王の脅威にさらされていた。フランス王シャルル4世はエドワード2世にアキテーヌ公として臣下の礼を取ることを再度要求し、同時にサン＝サルド修道院をめぐる地元の紛争を口実に公領を没収すると脅した。1324年4月、エドマンドとダブリン大司教アレクサンダー・ド・ビックナーは外交使節としてフランスに派遣された。エドマンドが外交的解決に至らなかったことを批判する歴史家もいるが、エドマンドが直面した困難な状況や他の人々もほとんどうまくいかなかったことを指摘する歴史家もいる。外交が失敗すると、エドマンドは1324年7月20日にアキテーヌにおけるエドワードの副官に任命された。イングランドからの援軍が切実に必要としていたが、到着することはなかった。その後の短い戦争で、イングランドの領土はあっという間にフランス軍に制圧され、エドマンドはラ・レオールで包囲された。エドマンドはここで9月22日まで持ちこたえたが、その時点で降伏を余儀なくされ、6か月間の休戦に同意した。

## エドワード2世の廃位

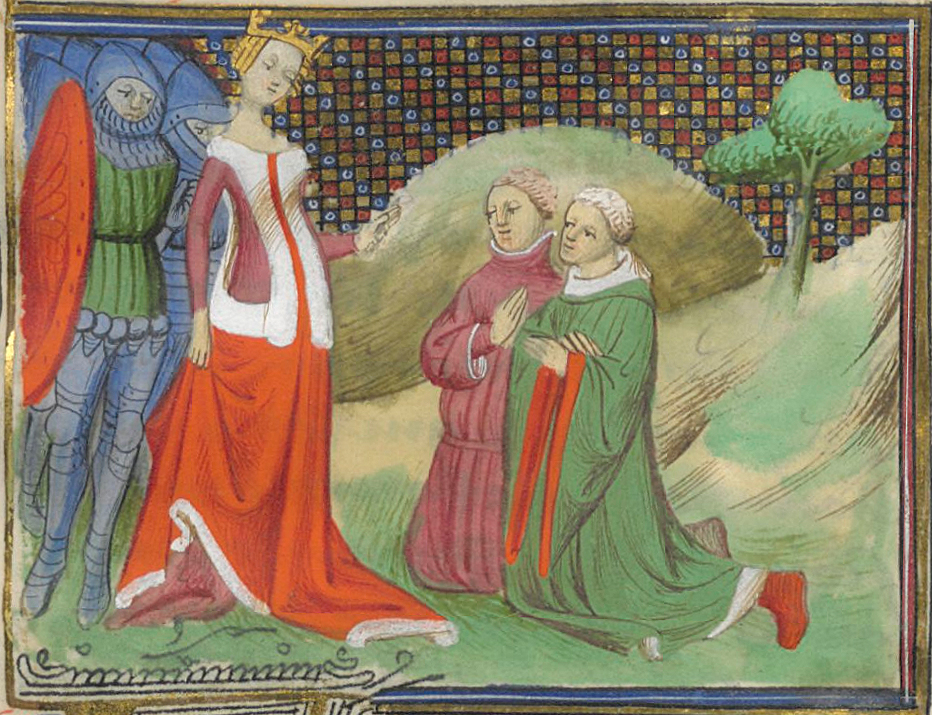
捕虜となった大ディスペンサーとアランデル伯、および王妃イザベラ（15世紀の写本より）。

エドワード2世がフランス王に対する臣下の礼を拒否したのは、王権に対する懸念だけでなく、国内の反乱が再び起こる可能性を恐れたためであった。このため、エドワード2世は王妃イザベラを、義兄シャルル4世との交渉に派遣した。王妃は1325年3月9日にフランスに向けて出発し、9月には王位継承者である息子のエドワード王子が合流した。イザベラの交渉は成功し、エドワード王子が王に代わって臣下の礼を取ることで合意し、9月24日にエドワード王子は臣下の礼を取った。それから間もなく、エドマンドがパリで王妃と王子に合流した。王妃の周囲には、追放されたロジャー・モーティマーを含む反対勢力が台頭しつつあった。以前は異母兄を一貫して支持していたエドマンドであったが、今や国王に対する陰謀に加わった。エドマンドはまだモーティマーを信用していなかったが、この時点でディスペンサー家に対する憎しみはさらに強まっていたようである。エドマンドは他の者たちと共にイングランドに帰国せよという国王の命令を無視したため、1326年3月にエドマンドは領地を没収された。
9月、イザベラとモーティマーは傭兵を率いてイングランドに侵攻し、エドマンドもこの侵攻に参加した。この侵攻は、エドマンドの兄トマスや、ランカスター伯トマスの弟であるランカスター伯ヘンリーなど、イングランド貴族の大部分の支持を得た。エドマンドは、ディスペンサー父子の裁判や、権力をエドワード王子に委譲する会議に参加し、エドワード王子はエドワード3世として即位した。クーデターへの参加に対して、エドマンドはディスペンサー家とアランデル伯の領地を報酬として受け取り、アランデル伯もエドワード2世の支持者として処刑された。北部情勢は依然として困難であったため、エドマンドはランカスター伯とともにスコットランド国境の共同指揮権を与えられたが、2人は対立し、すぐにランカスター伯が単独指揮権を与えられた。エドマンドが新体制に幻滅するのにそれほど時間はかからなかった。争いの原因の一つは、イザベラの愛人と言われているモーティマーの宮廷における支配的な地位であった。1328年の秋、エドマンドと兄のトマスはランカスター伯ヘンリーと共謀し、イザベラとモーティマーに対する陰謀を企てた。しかし、この陰謀は強い個人的な絆によるものではなく、共通の利益から生まれたものだった。陰謀が失敗することが明らかになると、兄弟は計画を断念した。

## 死とその後
反乱計画に参加した後、エドマンドは宮廷で人気を失った。1330年2月の王妃フィリッパの戴冠式に同行することは許されたが、宮廷に現れる頻度は減った。この時、エドマンドは兄がまだ生きているという噂を信じ、宮廷に対する別の陰謀に関与するようになった。後に、エドマンドをこの考えに導いたのは、一種の罠だったロジャー・モーティマー自身であったことが明らかになった。この陰謀は暴露され、1330年3月の議会でエドマンドは反逆者として起訴され、死刑を宣告された。判決が死刑であると聞いて、有罪判決を受けたエドマンドはエドワード3世に助命嘆願し、償いの印として首にロープを巻いてウィンチェスターからロンドンまで歩くことを申し出たが、モーティマーとイザベラによって寛大な処置は阻止された。王家の血を引く男の処刑を喜んで行う者を見つけることは困難であったが、有罪判決を受けた殺人犯（「便所掃除」の責任者と言われていた）が最終的に恩赦と引き換えにエドマンドの首を切った。エドマンドの遺体は当初ウィンチェスターのフランシスコ会教会に埋葬されたが、1331年にウェストミンスター寺院に移された。
エドマンドの処刑は、その決定に関与していなかった17歳のエドワード3世にとって大きな挑発となり、おそらくエドワード3世がイザベラおよびモーティマーに対して蜂起する決断をする一因となった。1330年10月、エドワード3世はクーデターを起こして政府を自ら掌握し、モーティマーは処刑された。モーティマーに対する告発の中にはエドマンドの死を企てたというものがあり、故ケント伯に対する告発は取り消された。1325年後半、エドマンドはリデルのウェイク男爵トマス・ウェイクの妹マーガレット・ウェイクと結婚し、二人の間には数人の子供が生まれた。エドマンドの領地と称号は長男エドマンドに受け継がれたが、このエドマンド自身も1331年10月に死去した。その後、ケント伯位は次男ジョンに継承された。
エドマンドは生前も特に人気があったわけではなく、死後も良い評判を得たわけでもない。政治的な点で信頼できないことや、忠誠心を何度も変えたことが、この原因と考えられる。また、エドマンドの家臣たちは、田舎を通る際に食料を盗みながらほとんど報酬を与えないなど、民衆の反感を買うような行動をしていたと言われている。一方で、エドワード2世から比較的少ない報酬や認知しか得られなかったにもかかわらず、エドマンドは兄エドワード2世に多大な忠誠心を示したともいわれている。

## 子女
- エドマンド（1326年 - 1311年10月5日以前） - 第2代ケント伯
- マーガレット（1327年 - 1358年） - アルブレ領主アルノー＝アマニューとの結婚が計画されたが、取りやめとなった。
- ジョーン（1328年 - 1385年） - 第4代ケント女伯。初代ケント伯トマス・ホランドと結婚、その後エドワード3世の息子エドワード黒太子と結婚。
- ジョン（1330年 - 1352年） - 第3代ケント伯